# Firetaktsmotor
En firetaktsmotor er en stempel- og forbrændingsmotor, som under en termodynamisk kredsproces udvikler energi ved tilførsel af brændstof.
Motoren fungerer i fire takter svarende til to stempelslag modsat en totaktsmotor, som anvender to takter og det halve antal stempelslag.

## Hovedtyper
Denne motor findes i to hovedtyper:

### Dieselmotorer
Dieselmotorer, hvor antændelse af gasblanding (dieselolie + luft) foregår ved kompression.

#### Anvendelse
Blandt andet som drivkraft i skibe, generator-aggregater o.a.

### Benzinmotorer
Benzinmotorer, hvor antændelse af gasblanding (benzin + luft) foretages med tændrør eller anden mekanisk tændenhed.

#### Anvendelse
Blandt andet som drivkraft i biler, haveredskaber o.a.
Brændstofmotorer kan have en effektivitet på 20-40%. 60% af den oprindelige kemiske energi i brændstoffet afsættes som varme til omgivelserne.

## Arbejdsgang
- en ”indsugningstakt” – hvor indsugningsventilen åbner og stemplet på vejen ned suges gasblandingen fra indsugningsmanifolden til cylinderen. Trykket er lavt.
- en ”kompressionstakt” – hvor stemplet bevæger sig op, og begge ventiler er lukkede. Gasblandingen komprimeres. Trykket og temperaturen stiger.
- en ”forbrændingstakt” – der udløses af en gnist fra tændrøret i benzinmotorer og spontant grundet kompressionen i dieselmotorer, hvor stemplet presses ned og afgiver sin energi til krumtappen. Trykket stiger meget i starten af takten og falder under takten.
- en "udstødningstakt" – hvor stemplet bevæger sig op med udstødningsventilen åben, og derved presser udstødningsgasserne ud af cylinderen. Trykket falder meget i løbet af takten.

## Skematisk arbejdsgang og bevægelige dele
|                                                           |                                                             |                                                          |
| Stempel i top, før cyklen begynder.                       | 1 – Indsugningstakt; indsugning af benzin og luft blanding. | 2 – Kompressionstakt.                                    |
|                                                           |                                                             |                                                          |
| Benzin og luft blandingen antændes af gnist fra tændrør.. | 3 – Arbejdstakt, hvor den overfører kræfterne til krumtap.  | 4 – Udstødningstakt, hvor udstødningsgasserne lukkes ud. |